# Gongylidiellum chiardolae
Gongylidiellum chiardolae là một loài nhện trong họ Linyphiidae.
Loài này thuộc chi Gongylidiellum. Gongylidiellum chiardolae được Lodovico di Caporiacco miêu tả năm 1935.